# Putnoki-dombság
A Putnoki-dombság földrajzi kistáj az Északi-középhegység területén. Északról és keletről az Aggtelek–Rudabányai-hegység, nyugatról a szlovák határ, délről a Sajó völgye határolja. Közigazgatásilag Borsod-Abaúj-Zemplén vármegyéhez tartozik. A Sajó és a Szuha-völgy közötti, hegyvidéki jellegű, dús erdőkkel borított, vadregényes tömbjét Putnoki-hegységnek is nevezik.

## Települések
A Putnoki-dombság területén a következő települések találhatók: Serényfalva, Putnok, Dubicsány, Sajógalgóc, Sajókaza, Szuhafő, Zádorfalva, Alsószuha, Dövény, Jákfalva, Felsőnyárád, Kurityán, Kelemér, Gömörszőlős.

## Domborzat, vízrajz, talajok
A tájegység felszínét túlnyomórészt pliocénkori agyagos és homokos üledékek borítják. Kisebb területeit andezittufa és löszhöz hasonló üledékek fedik. Földrajzi tagoltságát a déli, délkeleti irányú völgyek határozzák meg, melyek között a dombhátakon túlnyomórészt tölgyesek alkotnak erdőtakarót.
A Putnoki-hegység legmagasabb pontjai: Kormos-verő (444 m), Fehérlovas, más néven Verem-bérc (441 m), Putnoki-bérc (415 m), Hegyes-hegy (410 m). Ezek mind Putnok és Kelemér között, a Szörnyű- és Zsuponyó-völgy által határolt hegységtagozati tömbben emelkedő erdős csúcsok. Jelentősebb völgy az említetteken kívül a galgóci Vár-völgy, a kazai Csüre- és Villám-völgy, valamint a Hidegkúti- és Bakóc-völgy.
A területen számos vízfolyás található, köztük a Szuha-, Csörgős-, Keleméri-, Szörnyűvölgyi- és Zsuponyó-patak. A tájegység országos hírű nevezetessége a Keleméri Mohos-tavak Természetvédelmi Terület. A Szörnyű-völgyben (amely nevével ellentétben kellemes kirándulóhely) halastavakat létesítettek.
A kistáj talaját túlnyomórészt agyagbemosódásos barna erdőtalaj, a patakok mentén réti és öntéstalaj alkotja.

## Flóra
A hegyhátakat túlnyomórészt csertölgyesek borítják. A korábban művelésbe vont, mára felhagyott szőlő- és gyümölcsültetvények helyén másodlagos vegetáció alakult ki. A réteken sokféle vadvirág díszlik. A patakokat az Északi-középhegységre másutt is jellemző növénytársulások kísérik. Különlegessége a tájegységnek a keleméri Mohos-tavak reliktumjellegű vegetációja, valamint a Szuhafőn 1999-ben megtalált bókoló gyömbérgyökér, mely növényfaj hazánk mai területéről korábban nem volt ismeretes. Figyelmet érdemel a Fehérlovas erdőtömbjében lévő szubmontán bükkös, a cseres-tölgyes állományba extrazonálisan beékelődve, szigetszerű előfordulásban, melyet Putnok város önkormányzata helyi jelentőségű természetvédelmi területté nyilvánított.

## Fauna
A tájegység állatvilága gazdag. A sűrű erdőkben jelentős vadállomány él. A Putnoktól északra elterülő, hegyvidéki jellegű erdőtömb madárvédelmi szempontból kiemelt terület, ahol többek között ölyvek, héják és baglyok találnak otthonra. A keleméri Mohosnál 1986-ban medve tanyázott, a Hidegkúti-völgy ősbükkösében pedig hiúzt lőttek. A Bakóc-patakban régen vidra is élt. A sűrűségek lakója a ritkán szem elé kerülő vadmacska és a rendkívül szórványos előfordulású erdei pele. Az egykor változatos növényzetű völgyalji és hegyoldali kaszálórétek rovarvilágának diverzitása e területek cserjésedése, beerdősülése miatt eltűnőben van.

## A médiában
A Másfélmillió lépés Magyarországon című országjáró filmsorozat forgatócsoportja 1979 augusztus derekán az Aggteleki-karsztról a Bükk hegység felé tartva, Kelemér és Putnok között a Szörnyű-völgyön gyalogolt végig. A keleméri Mohosok és az egész tájegység növénytani értékeit a filmben Zólyomi Bálint botanikus professzor ismertette, aki gyermekkorában Putnokon élt, később pedig behatóan kutatta a térség növényvilágának múltját és jelenét.

## Forrásmunka
Malatinszky Ákos: Botanikai és tájgazdálkodási vizsgálatok a Putnoki-dombságban. Doktori értekezés. Szent István Egyetem, Gödöllő, 2006